# Coppa Svizzera 1954-1955
La Coppa Svizzera 1954-1955 è stata la 30ª edizione della manifestazione calcistica. È iniziata il 26 settembre 1954 e si è conclusa l'11 aprile 1955. Questa edizione della coppa vide la vittoria finale del La Chaux-de-Fonds.

## Regolamento
Turni ad eliminazione diretta in gara unica. Le partite terminanti in paritá dopo i tempi supplementari, potranno rigiocarsi una sola altra volta, se persiste il pareggio, si ricorre ad un sorteggio per stabilire la squadra qualificata al prossimo turno. Una prima fase vede la qualificazione di squadre attraverso delle eliminatorie regionali. Al terzo turno entrano in lizza le squadre di Lega Nazionale A e B.

## Squadre partecipanti
| Basilea           |
| Bellinzona        |
| Chiasso           |
| Friburgo          |
| Grasshoppers      |
| Grenchen          |
| La Chaux-de-Fonds |
| Losanna           |
| Lucerna           |
| Lugano            |
| Servette          |
| Thun              |
| Young Boys        |
| Zurigo            |

| Berna              |
| Blue Stars Zurigo  |
| Bienne             |
| Cantonal Neuchâtel |
| Locarno            |
| Malley             |
| Nordstern          |
| San Gallo          |
| Sciaffusa          |
| Soletta            |
| Urania Ginevra     |
| Winterthur         |
| Young Fellows      |
| Yverdon            |

| Baden           |
| Bodio           |
| Brühl           |
| Küsnacht        |
| Mendrisio       |
| Oerlikon        |
| Pro Daro        |
| Rapid Lugano    |
| Red Star Zurigo |
| Rorschach       |
| Wil             |
| Zugo            |

| Aarau             |
| Burgdorf          |
| Concordia Basilea |
| Delémont          |
| Helvetia Berna    |
| Kleinhüningen     |
| Lengnau           |
| Moutier           |
| Nidau             |
| Olten             |
| Porrentruy        |
| St. Imier         |

| Aigle            |
| Bienne-Boujean   |
| Central Friburgo |
| Forward Morges   |
| La Tour-de-Peilz |
| Martigny         |
| Monthey          |
| Montreux-Sports  |
| Sierre           |
| Sion             |
| US Lausanne      |
| Vevey            |

| Bassecourt            |
| Bulle                 |
| Chailly               |
| Estavayer-le-Lac      |
| FC Ginevra            |
| Grandson              |
| International Ginevra |
| Le Mont               |
| Le Sentier            |
| Lutry                 |
| Neuveville            |
| Prangins              |
| Renens                |
| Saint-Leonard         |
| ST. Maurice           |

| Signal Bernex-Confignon |
| Stade Nyonnais          |
| Stade Payerne           |
| Tavannes                |
| Tramelan                |
| Aegerten-Brügg          |
| Allschwil               |
| Altdorf                 |
| Amriswil                |
| Arbon                   |
| Binningen               |
| Birsfelden              |
| Bottecchia Basilea      |
| Breitenbach             |
| Bümpliz                 |

| Chur              |
| Coldrerio         |
| Couvet            |
| Dietikon          |
| Flamatt           |
| Fortuna San Gallo |
| Frauenfeld        |
| Gerlafingen       |
| Grünstern         |
| Herisau           |
| Höngg             |
| Kickers Lucerna   |
| Konolfingen       |
| Kreuzlingen       |

| Lachen/Altendorf         |
| Langenthal               |
| Neuhausen                |
| Oberentfelden            |
| Perlen                   |
| Pratteln                 |
| Rapperswil-Jona          |
| Riehen                   |
| Schöftland               |
| Schönenwerd-Niedergösgen |
| Seon                     |
| Sissach                  |
| Solduno                  |

| Sparta Berna     |
| Uster            |
| Uzwil            |
| Veltheim         |
| Victoria Berna   |
| Wädenswil        |
| Wattwil          |
| Wallisellen      |
| Wangen bei Olten |
| Wettingen        |
| Wiedikon         |
| Wollishofen      |
| Xamax Neuchâtel  |
| Zofingen         |
| Zuchwil 05       |

### 1º Turno Eliminatorio
| Squadra 1                   | Risultato     | Squadra 2                    |
| --------------------------- | ------------- | ---------------------------- |
| 26 settembre 1954           |               |                              |
| Chailly                     | 4 - 1         | Le Mont                      |
| International Ginevra       | 0 - 6         | Stade Nyonnais               |
| Estavayer-le-Lac            | 2 - 3         | Stade Payerne                |
| FC Ginevra                  | 1 - 2         | Signal Bernex-Confignon      |
| Le Sentier                  | 7 - 3         | Grandson                     |
| Lutry                       | 3 - 0         | Saint-Leonard                |
| Renens                      | 6 - 1         | Prangins                     |
| Neuveville                  | 0 - 4         | Tavannes                     |
| ST. Maurice                 | 0 - 2         | Bulle                        |
| Tramelan                    | 3 - 4         | Bassecourt                   |
| Aegerten-Brügg              | 0 - 1         | Grünstern                    |
| Allschwil                   | 6 - 0         | Bottecchia Basilea           |
| Amriswil                    | 2 - 4         | Kreuzlingen                  |
| Binningen                   | 1 - 2         | Pratteln                     |
| Birsfelden                  | 3 - 1         | Sissach                      |
| Coldrerio                   | 1 - 2         | Solduno                      |
| Dietikon                    | 0 - 3         | Wettingen                    |
| Flamatt                     | 0 - 3         | Bümpliz                      |
| Fortuna San Gallo           | 4 - 3         | Herisau                      |
| Frauenfeld                  | 3 - 1         | Wallisellen                  |
| Höngg                       | 2 - 0         | Veltheim                     |
| Kickers Lucerna             | 2 - 3         | Wädenswil                    |
| Konolfingen                 | 3 - 2         | Template:Calcio Sparta Berna |
| Lachen/Altendorf            | 4 - 0         | Rapperswil-Jona              |
| Perlen                      | 3 - 2         | Altdorf                      |
| Riehen                      | 7 - 0         | Breitenbach                  |
| Schöftland                  | 4 - 0         | Zofingen                     |
| Seon                        | 4 - 1         | Oberentfelden                |
| Uster                       | 2 - 1         | Neuhausen                    |
| Uzwil                       | 1 - 2         | Arbon                        |
| Wangen bei Olten            | 2 - 0         | Schönenwerd-Niedergösgen     |
| Wattwil                     | 1 - 2         | Chur                         |
| Wiedikon                    | 1 - 0         | Wollishofen                  |
| Zuchwil 05                  | 0 - 1         | Gerlafingen                  |
| Langenthal                  | 2 - 2(d.t.s.) | Victoria Berna               |
| 3 ottobre 1954(Ripetizione) |               |                              |
| Victoria Berna              | 2 - 1         | Langenthal                   |
| 3 ottobre 1954(Ripetizioni) |               |                              |
| Couvet                      | 1 - 5         | Xamax Neuchâtel              |

### 2º Turno Eliminatorio
| Squadra 1                    | Risultato     | Squadra 2               |
| ---------------------------- | ------------- | ----------------------- |
| 10 ottobre 1954              |               |                         |
| Aarau                        | 4 - 2         | Höngg                   |
| Allschwil                    | 0 - 5         | Porrentruy              |
| Baden                        | 5 - 0         | Uster                   |
| Bienne-Boujean               | 1 - 2         | Bassecourt              |
| Bodio                        | 3 - 1         | Perlen                  |
| Bulle                        | 0 - 5         | Vevey                   |
| Burgdorf                     | 6 - 2         | Victoria Berna          |
| Central Friburgo             | 4 - 2(d.t.s.) | Schöftland              |
| Chur                         | 3 - 2         | Red Star                |
| Concordia Basilea            | 3 - 2         | Birsfelden              |
| Delémont                     | 6 - 1         | Pratteln                |
| Fortuna San Gallo            | 2 - 3         | Brühl                   |
| Grünstern                    | 3 - 2         | Nidau                   |
| Konolfingen                  | 1 - 4         | Moutier                 |
| Küsnacht                     | 2 - 1         | Frauenfeld              |
| Lachen/Altendorf             | 4 - 1(d.t.s.) | Pro Daro                |
| La Tour-de-Peilz             | 5 - 2         | Le Sentier              |
| Lengnau                      | 3 - 2         | Gerlafingen             |
| Martigny                     | 5 - 2         | Lutry                   |
| Oerlikon                     | 4 - 2         | Wiedikon                |
| Olten                        | 3 - 1         | Sion                    |
| Renens                       | 0 - 3         | Monthey                 |
| Riehen                       | 1 - 0         | Kleinhüningen           |
| Rorschach                    | 3 - 0         | Arbon                   |
| St. Imier                    | 3 - 1         | Bümpliz                 |
| Sierre                       | 3 - 2         | Chailly                 |
| Stade Nyonnais               | 3 - 1         | Seon                    |
| Stade Payerne                | 2 - 1         | Montreux-Sports         |
| US Lausanne                  | 4 - 2         | Signal Bernex-Confignon |
| Wädenswil                    | 0 - 2         | Mendrisiostar           |
| Wangen bei Olten             | 1 - 4         | Helvetia Berna          |
| Wettingen                    | 1 - 4         | Zugo                    |
| Wil                          | 3 - 2(d.t.s.) | Kreuzlingen             |
| Xamax Neuchâtel              | 2 - 1         | Forward Morges          |
| Rapid Lugano                 | 0 - 0(d.t.s.) | Solduno                 |
| Tavannes                     | 1 - 1(d.t.s.) | Aigle                   |
| 17 ottobre 1954(Ripetizioni) |               |                         |
| Aigle                        | 1 - 3         | Tavannes                |
| Solduno                      | 1 - 3         | Rapid Lugano            |

### Trentaduesimi di Finale
| Squadra 1                     | Risultato     | Squadra 2         |
| ----------------------------- | ------------- | ----------------- |
| 7 novembre 1954               |               |                   |
| Aarau                         | 0 - 1(d.t.s.) | San Gallo         |
| Bassecourt                    | 2 - 0         | Soletta           |
| Bienne                        | 4 - 0         | Moutier           |
| Brühl                         | 0 - 2         | Grasshoppers      |
| Cantonal Neuchâtel            | 3 - 2         | Central Friburgo  |
| Chiasso                       | 1 - 0         | Oerlikon          |
| Chur                          | 0 - 4         | Young Fellows     |
| Delémont                      | 3 - 4         | Lengnau           |
| Friburgo                      | 6 - 1         | Tavannes          |
| La Chaux-de-Fonds             | 6 - 2         | La Tour-de-Peilz  |
| Lachen/Altendorf              | 0 - 2         | Sciaffusa         |
| Locarno                       | 1 - 0         | Bodio             |
| Losanna                       | 8 - 1         | Stade Payerne     |
| Lucerna                       | 4 - 1         | Zugo              |
| Lugano                        | 0 - 1         | Mendrisiostar     |
| Monthey                       | 2 - 10        | Servette          |
| Nordstern                     | 1 - 0         | Concordia Basilea |
| Olten                         | 1 - 0         | Baden             |
| Porrentruy                    | 3 - 0         | Grenchen          |
| Rapid Lugano                  | 0 - 3         | Bellinzona        |
| Riehen                        | 0 - 6         | Basilea           |
| Rorschach                     | 0 - 3         | Zurigo            |
| St. Imier                     | 2 - 1(d.t.s.) | Berna             |
| Sierre                        | 5 - 2         | Stade Nyonnais    |
| Thun                          | 3 - 0         | Martigny          |
| Urania Ginevra                | 7 - 1         | Grünstern         |
| US Lausanne                   | 0 - 5         | Malley            |
| Vevey                         | 0 - 1(d.t.s.) | Helvetia Berna    |
| Wil                           | 1 - 2         | Blue Stars Zurigo |
| Winterthur                    | 6 - 2         | Küsnacht          |
| Young Boys                    | 9 - 0         | Xamax Neuchâtel   |
| Yverdon                       | 2 - 2(d.t.s.) | Burgdorf          |
| 14 novembre 1954(Ripetizione) |               |                   |
| Burgdorf                      | 2 - 4         | Yverdon           |
| 21 novembre 1954(Recupero)    |               |                   |
| Olten                         | 4 - 1         | Baden             |

### Sedicesimi di Finale
| Squadra 1                     | Risultato     | Squadra 2         |
| ----------------------------- | ------------- | ----------------- |
| 5 dicembre 1954               |               |                   |
| Basilea                       | 2 - 0         | Olten             |
| Bassecourt                    | 0 - 2         | Nordstern         |
| Bienne                        | 4 - 0         | Yverdon           |
| Cantonal Neuchâtel            | 1 - 2         | Urania Ginevra    |
| Chiasso                       | 2 - 0         | Grasshoppers      |
| Lengnau                       | 2 - 0         | Porrentruy        |
| Locarno                       | 4 - 2         | Young Fellows     |
| Losanna                       | 5 - 0         | Malley            |
| San Gallo                     | 3 - 1         | Winterthur        |
| Sciaffusa                     | 4 - 2         | Mendrisiostar     |
| Servette                      | 1 - 2         | Friburgo          |
| Sierre                        | 1 - 9         | La Chaux-de-Fonds |
| Thun                          | 8 - 2         | St. Imier         |
| Young Boys                    | 1 - 0         | Helvetia Berna    |
| Zurigo                        | 2 - 0         | Blue Stars Zurigo |
| Lucerna                       | 2 - 2(d.t.s.) | Bellinzona        |
| 26 dicembre 1954(Ripetizione) |               |                   |
| Bellinzona                    | 3 - 2         | Lucerna           |

### Ottavi di Finale
| Squadra 1        | Risultato | Squadra 2         |
| ---------------- | --------- | ----------------- |
| 26 dicembre 1954 |           |                   |
| Lengnau          | 1 - 3     | La Chaux-de-Fonds |
| 2 gennaio 1955   |           |                   |
| Basilea          | 1 - 4     | Zurigo            |
| Chiasso          | 3 - 2     | Bienne            |
| Friburgo         | 1 - 0     | Bellinzona        |
| Locarno          | 1 - 5     | Nordstern         |
| Losanna          | 9 - 1     | San Gallo         |
| Thun             | 4 - 1     | Sciaffusa         |
| Urania Ginevra   | 2 - 1     | Young Boys        |

### Quarti di Finale
| Squadra 1                     | Risultato     | Squadra 2         |
| ----------------------------- | ------------- | ----------------- |
| 13 febbraio 1955              |               |                   |
| Losanna                       | 3 - 2(d.t.s.) | Chiasso           |
| Nordstern                     | 1 - 2         | Thun              |
| Urania Ginevra                | 0 - 2(d.t.s.) | Friburgo          |
| Zurigo                        | 0 - 0(d.t.s.) | La Chaux-de-Fonds |
| 20 febbraio 1955(Ripetizione) |               |                   |
| La Chaux-de-Fonds             | 4 - 0         | Zurigo            |

### Semifinali
| Squadra 1     | Risultato | Squadra 2         |
| ------------- | --------- | ----------------- |
| 20 marzo 1955 |           |                   |
| Losanna       | 1 - 3     | La Chaux-de-Fonds |
| Friburgo      | 0 - 1     | Thun              |

### Finale
| Berna 11 aprile 1955, ore 15:30 UTC+2                                  | La Chaux-de-Fonds | 3 – 1       | Thun | Wankdorfstadion |
| \| \| \| \| \| Mauron 3’, 13’ Kauer 19’ \| Marcatori \| 71’ Thommen \| |                   |             |      |                 |
|                                                                        |                   |             |      |                 |
| Mauron 3’, 13’ Kauer 19’                                               | Marcatori         | 71’ Thommen |      |                 |